# Лободові
Лободові (Chenopodioideae) — підродина квіткових рослин родини амарантові (Amaranthaceae).

## Опис
Життєві форми у родині дуже різноманітні: від одно-, дво-, багаторічних трав до чагарників і дерев у роді саксаул (Haloxylon). Широко представлені сукуленти з членистими стеблами і редукованими листками.
Вегетативні органи відрізняються великою мінливістю, нерідко навіть у межах однієї особини. Особливо це стосується листків. Вони бувають списоподібні, стрілоподібні, ромбоподібні з довгими черешками або від овальних до яйцеподібних з явно більш коротшими черешками.
У багатьох видів квітки дрібні, розміщені по одній у пазухах прицвітничків, утворюючи колосоподібні суцвіття, але частіше вони зібрані в дихазії або звивини, що мають вигляд клубочків, які у свою чергу зібрані у волотеподібні або колосоподібні суцвіття. Квітки маточкові та тичиночкові або маточково-тичинкові, часто мають 2 приквітнички, одно-, чотиричленні, але частіше п'ятичленні. Оцвітина проста, чашечкоподібна, іноді більш чи менш соковита або плівчаста, вільна або зросла майже до верхівки, при плодах нерідко видозмінена у найрізноманітніші придатки у вигляді крилоподібних виростів, гачків тощо, які служать для поширення. Формула квітки: {\displaystyle \ast K_{5}\;C_{5}\;A_{5}\;G_{2-5}}. Нерідко на одній рослині можна спостерігати квітки трьох- та п'ятичленні, маточкові, тичинкові та маточково-тичинкові з оцвітиною та голі (наприклад у представників роду Лобода (Chenopodium) та лутига (Atriplex)).
Насіння з твердою шкіркою, яке має різноманітні скульптурні потовщення, постійні для кожного виду, а отже важливі для систематики; або ж насіння з м'якою шкіркою без жодних потовщень. Плід однонасінний — горішок або сім'янка, іноді буває гетерокарпія. Із клубочків іноді утворюються супліддя.

## Роди
| - Archiatriplex - Atriplex - Axyris - Baolia - Blitum - Ceratocarpus - Chenopodiastrum - Chenopodium - Cycloloma - Dysphania - Exomis - Extriplex - Grayia | - Halimione - Holmbergia - Krascheninnikovia - Lipandra - Manochlamys - Microgynoecium - Micromonolepis - Oxybasis - Proatriplex - Spinacia - Stutzia - Suckleya - Teloxys |